# الکس فالکون
الکسی فرناندز فالکون (به پرتغالی: Alexey Fernandes Falcone) (زادهٔ ۳ اوت ۱۹۹۰ در سائو برناردو دو کامپو) که بیشتر به الکس فالکون (Alê Falcone) معروف است، یک بازیکن فوتسال اهل برزیل است که در پست دروازه‌بان برای گیتی پسند بازی می‌کرد.
وی هم اکنون در باشگاه اومارامای برزیل توپ می زند.
وی سابقه عضویت در تیم‌های پالمیراس و کارلوس باربوسا برزیل را دارا است. وی مدتی هم در سری آ ایتالیا توپ می‌زد. وی در شهریور ۱۳۹۸ به عنوان جانشین سپهر محمدی به گیتی‌پسند پیوست. وی اولین بازی خود برای این تیم را در تاریخ ۹ آبان ۱۳۹۸ در هفته چهاردهم لیگ برتر فوتسال ۱۳۹۸ مقابل هایپرشهر شاهین شهر انجام داد و موفق به گرفتن پنالتی بازیکن هایپرشهر شد.
وی در طول فصل نیز عملکرد خوبی داشت اما در فینال نتوانست نمایش جالبی داشته باشد و پس نایب قهرمانی با گیتی‌پسند این باشگاه را ترک کرد.

## افتخارات
یک قهرمانی در سری آ برزیل به همراه کارلوس باربوسا در سال ۲۰۱۵